# 艾哈默得·胡塞因

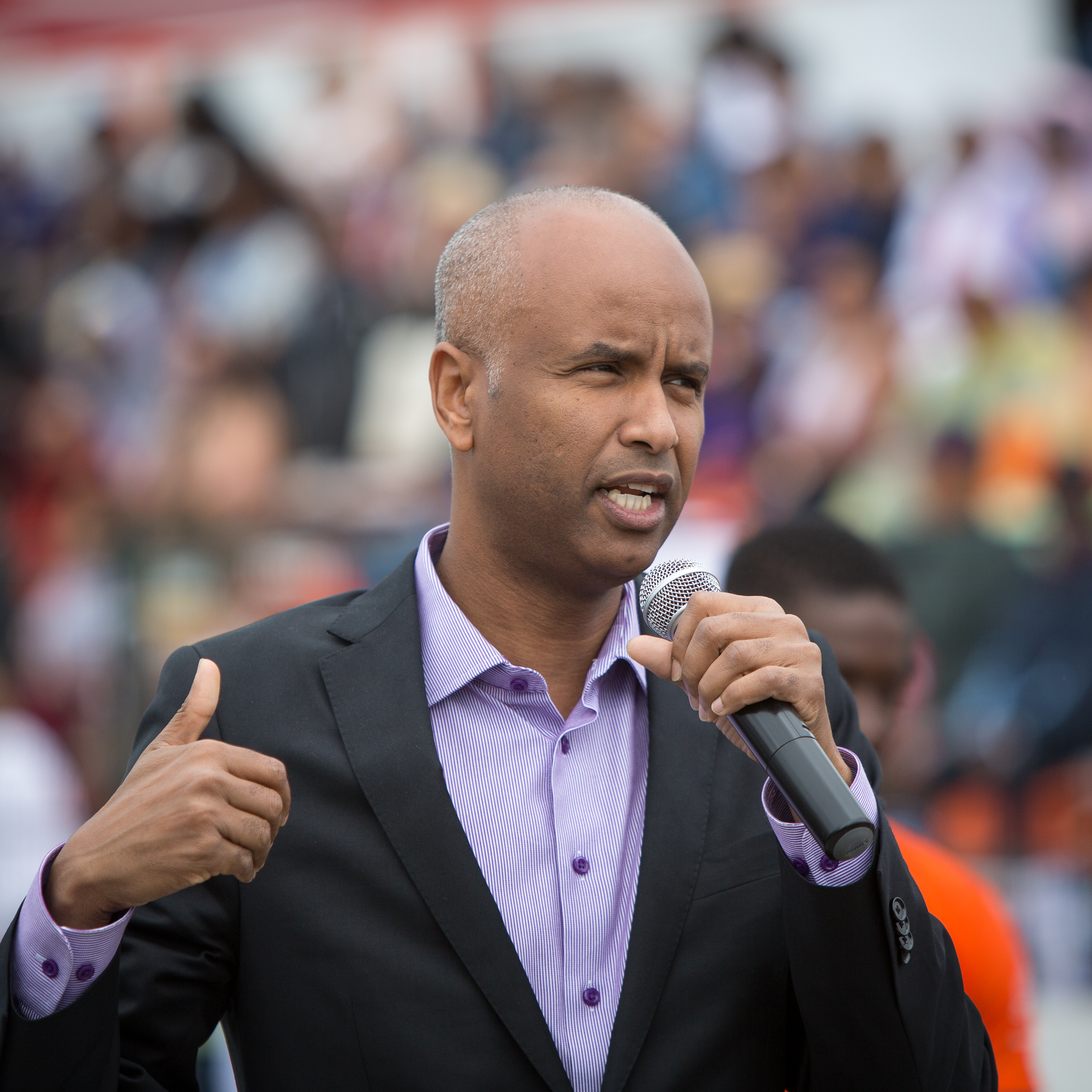

艾哈默得·胡塞因（英語：Ahmed Hussen，1976年—）是一名索马里裔加拿大人，职业是律师和政治家，信伊斯兰教。2017年出任加拿大移民部长，2023年-2025年出任加拿大國際發展部长。

## 政治生涯
艾哈默得·胡塞因2001年踏入政坛。2015年10月19日，代表自由党赢得约克南-维斯顿选区国会议员。